# Aeluroscalabotes felinus
Genre
Espèce
Synonymes
- Pentadactylus felinus Günther, 1864
- Pentadactylus borneensis Günther, 1864
- Aeluroscalabotes longicaudatus Andersson, 1923

Aeluroscalabotes felinus, unique représentant du genre Aeluroscalabotes, est une espèce de geckos de la famille des Eublepharidae. Il est parfois appelé Gecko chat, probablement une traduction du nom vernaculaire anglais Cat Gecko ou latin (voir « Étymologie »).

## Répartition
Cette espèce se rencontre en Asie du Sud-Est en Indonésie à Sumatra et Kalimantan, en Malaisie, à Singapour et dans le sud de la Thaïlande. Il vit à faible altitude (jusqu'à 1 000 m) dans les forêts tropicales humides et les forêts tourbeuses, dans la végétation basse et les arbres tombés au sol.

## Paramètres climatiques
Ce gecko vit dans la forêt tropicale humide où la température reste modérée (20 à 25 °C), et où l'hygrométrie est de 60 à 80 %, pouvant parfois dépasser les 90 %. Dans ce climat les nuits sont assez chaudes, et la différence entre été et hiver est peu marquée.

## Description

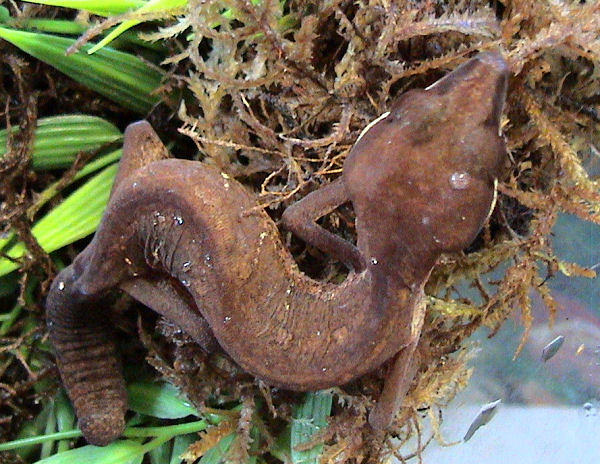
Aeluroscalabotes felinus

Ce gecko est principalement nocturne, et bien qu'arboricole, il ne possède pas de pelote adhésive sous les pattes (setæ). Il est de couleur marron-ocre avec des points blancs. Le dessous de la tête est également blanc.
Il utilise plutôt sa queue préhensile pour s'aider, ainsi que ses pattes dotées de griffes opposables et rétractables.
C'est un gecko considéré comme primitif, et proche des premiers geckos apparus, d'après les quelques fossiles trouvés.
Son nom de gecko chat vient de sa démarche féline et du fait qu'il dort en enroulant sa queue.
Les mâles adultes sont plus petits que les femelles. Les premiers atteignent les 12 cm alors que les femelles peuvent dépasser les 16 cm. Sa Longueur Museau-Cloaque, c'est-à-dire sa longueur du corps sans la queue, est de 122 mm.
Considéré comme primitif, Il semble que cet animal soit le seul descendant de cette branche, les autres ayant disparu.

## Reproduction
Ce gecko à paupières est ovipare : il pond 1 ou 2 œufs à coquille molle.

## Alimentation
C'est un insectivore qui consomme une large variété d'insectes de taille adaptée, qu'il chasse principalement dans les branches où il vit.

## Liste des sous-espèces
Selon The Reptile Database (7 septembre 2012) :
- Aeluroscalabotes felinus felinus (Günther, 1864)
- Aeluroscalabotes felinus multituberculatus (Kopstein, 1927)

## Étymologie
L'appellation "Aeluroscalabotes" vient du grec ancien Αίλουρος (aelurus en latin) qui signifie chat et ασκαλαßοτες (ascalabotes en latin) qui signifie lézard, c'est-à-dire lézard-chat, probablement en référence à sa façon d'enrouler sa queue pour se reposer.

## En captivité
Cet animal se rencontre peu en terrariophilie, car il est difficile à trouver et est considéré comme relativement délicat à élever, et surtout à reproduire.

## Publications originales
- Boulenger, 1885 : Catalogue of the lizards in the British Museum (Natural History) I. Geckonidae, Eublepharidae, Uroplatidae, Pygopodidae, Agamidae, Second edition, London, vol. 1, p. 1-436 (texte intégral).
- Günther, 1864 : The reptiles of British India, London, Taylor & Francis, p. 1-452 (texte intégral).
- Kopstein, 1927 : Die Reptilienfauna der Sula-Inseln. Treubia, vol. 9, p. 437—446.